# Mount Rücker
Mount Rücker är ett berg i Antarktis. Det ligger i Östantarktis. Nya Zeeland gör anspråk på området. Toppen på Mount Rücker är 3 776 meter över havet. Mount Rücker ingår i Royal Society Range.
Terrängen runt Mount Rücker är bergig åt sydost, men åt nordväst är den kuperad. Trakten är obefolkad. Det finns inga samhällen i närheten. 